# Lucio Cornelio Léntulo Caudino
Lucio Cornelio Léntulo Caudino  fue hijo del consular Lucio Cornelio Léntulo Caudino y hermano de Publio Cornelio Léntulo Caudino.
Es el primero de la familia que está expresamente grabado con el cognomen «Caudinus», pero, como los Fastos están mutilados, puede haber sido asumido este sobrenombre por su padre.
Fue edil curul; cónsul en el año 237 a. C., cuando obtuvo un triunfo sobre los ligures; censor en 236 a. C. con Quinto Lutacio Cercón; pontifex maximus desde 221 a. C.; y princeps senatus desde 220 a. C.
Murió en 213 a. C., siendo sucedido en el pontificado por Publio Licinio Craso Dives.